# Explicações mecânicas da gravitação
Explicações mecânicas da gravitação (ou teorias cinéticas da gravitação) são tentativas de explicar a ação da gravidade por meio de processos mecânicos básicos, como forças de pressão causadas por impulsos, sem o uso de nenhuma ação à distância. Essas teorias foram desenvolvidas do século XVI ao século XIX em conexão com o éter. No entanto, esses modelos não são mais considerados teorias viáveis na comunidade científica convencional e a relatividade geral é agora o modelo padrão para descrever a gravitação sem o uso de ações à distância. As hipóteses modernas da "gravidade quântica" também tentam descrever a gravidade por processos mais fundamentais, como campos de partículas, mas eles não são baseados na mecânica clássica.

## Blindagem
Essa teoria é provavelmente a explicação mecânica mais conhecida e foi desenvolvida pela primeira vez por Nicolas Fatio de Duillier em 1690 e reinventada, entre outras, por Georges-Louis Le Sage (1748), Lord Kelvin (1872), e Hendrik Lorentz (1900), e criticada por James Clerk Maxwell (1875) e Henri Poincaré (1908).
A teoria postula que a força da gravidade é o resultado de pequenas partículas ou ondas se movendo em alta velocidade em todas as direções, em todo o universo. Presume-se que a intensidade do fluxo de partículas seja a mesma em todas as direções; portanto, um objeto isolado A é atingido igualmente de todos os lados, resultando em apenas uma pressão direcionada para dentro, mas nenhuma força direcional líquida. Com um segundo objeto B presente, no entanto, uma fração das partículas que teriam atingido A da direção de B é interceptada, então B funciona como um escudo, por assim dizer - isto é, na direção de B, A será atingido por menos partículas do que na direção oposta. Da mesma forma, B será atingido por menos partículas da direção de A do que da direção oposta. Pode-se dizer que A e B estão "sombreando" um ao outro, e os dois corpos são empurrados um contra o outro pelo resultante desequilíbrio de forças.

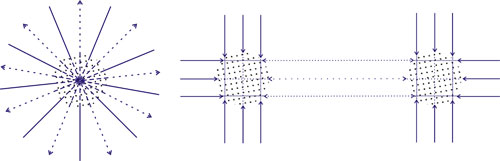
I5: Permeabilidade, atenuação e proporcionalidade de massa

Essa sombra obedece à lei do quadrado inverso, porque o desequilíbrio do fluxo de momento sobre uma superfície esférica inteira que envolve o objeto é independente do tamanho da esfera envolvente, enquanto a área da esfera aumenta proporcionalmente ao quadrado do raio. Para satisfazer a necessidade de proporcionalidade de massa, a teoria postula que: a) os elementos básicos da matéria são muito pequenos, de modo que a matéria bruta consiste principalmente de espaço vazio, e b) que as partículas são tão pequenas que apenas uma pequena fração delas seria interceptada por matéria bruta. O resultado é que a "sombra" de cada corpo é proporcional à superfície de cada elemento da matéria.
Crítica: Esta teoria foi recusada principalmente por razões termodinâmicas, porque uma sombra só aparece neste modelo se as partículas ou ondas forem pelo menos parcialmente absorvidas, o que deve levar a um enorme aquecimento dos corpos. Além disso, o arrasto, ou seja, a resistência dos fluxos de partículas na direção do movimento, também é um grande problema. Esse problema pode ser resolvido assumindo velocidades superluminais, mas essa solução aumenta amplamente os problemas térmicos e contradiz a relatividade especial.

## Vórtice

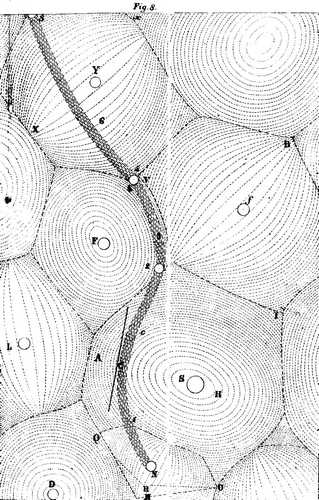
Vórtices de éter ao redor de corpos celestes

Por causa de suas crenças filosóficas, René Descartes propôs em 1644 que nenhum espaço vazio pode existir e esse espaço deve, consequentemente, ser preenchido com matéria. As partes dessa matéria tendem a se mover em caminhos retos, mas, como estão próximas, não podem se mover livremente, o que, segundo Descartes, implica que todo movimento é circular, de modo que o éter é preenchido com vórtices. Descartes também distingue entre diferentes formas e tamanhos de matéria nas quais a matéria grosseira resiste ao movimento circular mais fortemente do que a matéria fina. Devido à força centrífuga, a matéria tende para as bordas externas do vórtice, o que causa ali uma condensação. A matéria áspera não pode seguir esse movimento devido à sua maior inércia - portanto, devido à pressão da matéria externa condensada, essas partes serão empurradas para o centro do vórtice. Segundo Descartes, essa pressão interna nada mais é do que a gravidade. Ele comparou esse mecanismo com o fato de que, se um vaso rotativo cheio de líquido for parado, o líquido continuará girando. Agora, se jogarmos pequenos pedaços de matéria leve (por exemplo, madeira) no vaso, eles se moverão para o meio do vaso.
Seguindo as premissas básicas de Descartes, Christiaan Huygens entre 1669 e 1690 projetou um modelo de vórtice muito mais exato. Este modelo foi a primeira teoria da gravitação que foi trabalhada matematicamente. Ele assumiu que as partículas do éter estão se movendo em todas as direções, mas eram jogadas de volta nas bordas externas do vórtice e isso causa (como no caso de Descartes) uma maior concentração de matéria fina nas bordas externas. Assim também em seu modelo, a matéria fina pressiona a matéria grossa no centro do vórtice. Huygens também descobriu que a força centrífuga é igual à força que atua na direção do centro do vórtice (força centrípeta). Ele também postulou que os corpos devem consistir principalmente de espaço vazio, para que o éter possa penetrar facilmente nos corpos, o que é necessário para a proporcionalidade da massa. Ele concluiu ainda que o éter se move muito mais rápido que os corpos que caem. Nesse momento, Newton desenvolveu sua teoria da gravitação, que se baseia na atração, e, embora Huygens concordasse com o formalismo matemático, ele disse que o modelo era insuficiente devido à falta de uma explicação mecânica da lei da força. A descoberta de Newton de que a gravidade obedece à lei do quadrado inverso surpreendeu Huygens e ele tentou levar isso em consideração, assumindo que a velocidade do éter é menor em maior distância.
Crítica: Newton se opôs à teoria porque o arrasto deve levar a desvios perceptíveis das órbitas que não foram observadas. Outro problema foi que as luas frequentemente se movem em direções diferentes, contra a direção do movimento do vórtice. Além disso, a explicação de Huygens da lei do quadrado inverso é circular porque isso significa que o éter obedece à terceira lei de Kepler. Mas uma teoria da gravitação precisa explicar essas leis e não deve pressupor elas.
Vários físicos britânicos desenvolveram a teoria dos vórtices do átomo no final do século XIX. No entanto, o físico William Thomson, 1º Barão Kelvin, desenvolveu uma abordagem bastante distinta. Enquanto Descartes havia delineado três espécies de matéria - cada uma ligada respectivamente à emissão, transmissão e reflexão da luz - Thomson desenvolveu uma teoria baseada em um continuum unitário.

## Correntes
Em uma carta de 1675 a Henry Oldenburg, e mais tarde a Robert Boyle, Newton escreveu o seguinte: [A gravidade é o resultado de] “uma condensação causando um fluxo de éter com um afinamento correspondente da densidade do éter associado ao aumento da velocidade do fluxo." Ele também afirmou que esse processo era consistente com todos os seus outros trabalhos e com as Leis do Movimento de Kepler. A ideia de Newton de uma queda de pressão associada ao aumento da velocidade do fluxo foi formalizada matematicamente como o princípio de Bernoulli publicado no livro de Daniel Bernoulli Hydrodynamica em 1738.
No entanto, embora mais tarde ele tenha proposto uma segunda explicação (veja a seção abaixo), os comentários de Newton sobre essa questão permaneceram ambíguos. Na terceira carta a Bentley, em 1692, ele escreveu: 
 É inconcebível que a matéria bruta inanimada deva, sem a mediação de outra coisa que não seja material, operar e afetar outra matéria, sem contato mútuo, como deve fazer se a gravitação no sentido de Epicuro for essencial e inerente a ela. E essa é uma das razões pelas quais eu desejava que você não me atribuísse "gravidade inata". Que a gravidade deva ser inata, inerente e essencial à matéria, de modo que um corpo possa agir sobre outro à distância, através do vácuo, sem a mediação de qualquer outra coisa, através da qual sua ação e força possam ser transmitidas de um para outro, para mim, é um absurdo tão grande que acredito que nenhum homem que tenha em questões filosóficas uma faculdade competente de pensamento possa cair nela. A gravidade deve ser causada por um agente agindo constantemente de acordo com certas leis; mas se esse agente é material ou imaterial, deixei à consideração de meus leitores. 
 Por outro lado, Newton também é bem conhecido pela frase Hypotheses non fingo, escrita em 1713: 
 Ainda não consegui descobrir a razão dessas propriedades da gravidade a partir dos fenômenos, e não finjo hipóteses. Pois o que não é deduzido dos fenômenos deve ser chamado de hipótese; e hipóteses, sejam metafísicas ou físicas, ou baseadas em qualidades ocultas ou mecânicas, não têm lugar na filosofia experimental. Nessa filosofia, proposições particulares são inferidas a partir dos fenômenos e depois tornadas gerais pela indução. 
 E de acordo com o testemunho de alguns de seus amigos, como Nicolas Fatio de Duillier ou David Gregory, Newton pensava que a gravitação se baseava diretamente na influência divina.
Semelhante a Newton, mas matematicamente com mais detalhes, Bernhard Riemann assumiu em 1853 que o éter gravitacional é um fluido incompressível e a matéria normal representa sumidouros de vazão nesse éter. Portanto, se o éter é destruído ou absorvido proporcionalmente às massas dentro dos corpos, uma corrente surge e transporta todos os corpos circundantes na direção da massa central. Riemann especulou que o éter absorvido é transferido para outro mundo ou dimensão.
Outra tentativa de resolver o problema energético foi feita por Ivan Osipovich Yarkovsky em 1888. Com base em seu modelo de corrente de éter, semelhante ao de Riemann, ele argumentou que o éter absorvido poderia ser convertido em nova matéria, levando a um aumento maciço dos corpos celestes.
Crítica: Como no caso da teoria de Le Sage, o desaparecimento de energia sem explicação viola a lei de conservação de energia. Também deve surgir algum empecilho, e nenhum processo que leve à criação de matéria é conhecido.

## Pressão estática
Newton atualizou a segunda edição do Optics (1717) com outra teoria da gravidade do éter mecânico. Ao contrário de sua primeira explicação (1675 - veja Correntes), ele propôs um éter estacionário que fica cada vez mais fino perto dos corpos celestes. Na analogia do sustentação, surge uma força que empurra todos os corpos para a massa central. Ele minimizou o arrasto, declarando uma densidade extremamente baixa do éter gravitacional.
Como Newton, Leonhard Euler pressupunha em 1760 que o éter gravitacional perde densidade de acordo com a lei do quadrado inverso. Da mesma forma que outros, Euler também assumiu que, para manter a proporcionalidade da massa, a matéria consiste principalmente de espaço vazio.
Crítica: Newton e Euler não deram nenhuma razão para que a densidade desse éter estático deva mudar. Além disso, James Clerk Maxwell apontou que, neste modelo "hidrostático", "o estado de estresse ... que devemos supor existir no meio invisível é 3000 vezes maior do que aquele que o aço mais forte poderia suportar".

## Ondas
Robert Hooke especulou em 1671 que a gravitação é o resultado de todos os corpos emitindo ondas em todas as direções através do éter. Outros corpos, que interagem com essas ondas, se movem na direção da fonte das ondas. Hooke viu uma analogia ao fato de que pequenos objetos em uma superfície perturbada da água se deslocam para o centro da perturbação.
Uma teoria semelhante foi elaborada matematicamente por James Challis de 1859 a 1876. Ele calculou que o caso de atração ocorre se o comprimento de onda for grande em comparação com a distância entre os corpos gravitacionais. Se o comprimento de onda é pequeno, os corpos se repelem. Por uma combinação desses efeitos, ele também tentou explicar todas as outras forças.
Crítica: Maxwell objetou que essa teoria requer uma produção constante de ondas, que deve ser acompanhada por um consumo infinito de energia. O próprio Challis admitiu que não havia atingido um resultado definitivo devido à complexidade dos processos.

## Pulsação
Lord Kelvin (1871) e Carl Anton Bjerknes (1871) supunham que todos os corpos pulsavam no éter. Isso foi em analogia ao fato de que, se a pulsação de duas esferas em um fluido estiver em fase, elas se atrairão; e se a pulsação de duas esferas não estiver em fase, elas se repelirão. Esse mecanismo também foi usado para explicar a natureza das cargas elétricas. Entre outras, essa hipótese também foi examinada por George Gabriel Stokes e Woldemar Voigt.
Crítica: Para explicar a gravitação universal, somos forçados a assumir que todas as pulsações do universo estão em fase - o que parece muito implausível. Além disso, o éter deve ser incompressível para garantir que a atração também ocorra a distâncias maiores. E Maxwell argumentou que esse processo deve ser acompanhado por uma nova produção e destruição permanente de éter.

## Outras especulações históricas
Em 1690, Pierre Varignon assumiu que todos os corpos são expostos a impulsos por partículas de éter de todas as direções, e que há algum tipo de limitação a uma certa distância da superfície da Terra que não pode ser passada pelas partículas. Ele assumiu que se um corpo estivesse mais próximo da Terra do que do horizonte de limitação, o corpo experimentaria um impulso maior de cima do que de baixo, fazendo com que caísse em direção à Terra.
Em 1748, Mikhail Lomonosov assumiu que o efeito do éter é proporcional à superfície completa dos componentes elementares dos quais a matéria consiste (semelhante a Huygens e Fatio antes dele). Ele também assumiu uma enorme penetrabilidade dos corpos. No entanto, nenhuma descrição clara foi dada por ele sobre como exatamente o éter interage com a matéria, de modo que a lei da gravitação surja.
Em 1821, John Herapath tentou aplicar seu modelo codesenvolvido da teoria cinética dos gases na gravitação. Ele assumiu que o éter é aquecido pelos corpos e perde densidade, de modo que outros corpos são empurrados para essas regiões de menor densidade. No entanto, foi demonstrado por Taylor que a densidade reduzida devido à expansão térmica é compensada pelo aumento da velocidade das partículas aquecidas; portanto, nenhuma atração surge.

## Teorização recente
Essas explicações mecânicas para a gravidade nunca obtiveram ampla aceitação, embora tais ideias continuassem a ser estudadas ocasionalmente pelos físicos até o início do século XX, época em que estava geralmente considerada como sendo conclusivamente desacreditada. No entanto, alguns pesquisadores fora da corrente principal científica ainda tentam descobrir algumas consequências dessas teorias.
A teoria de Le Sage foi estudada por Radzievskii e Kagalnikova (1960), Shneiderov (1961), Buonomano e Engels (1976), Adamut (1982), Jaakkola (1996), Tom Van Flandern (1999), e Edwards (2007). Uma variedade de modelos de Le Sage e tópicos relacionados são discutidos em Edwards et al.
A gravidade devido à pressão estática foi recentemente estudada por Arminjon.